# Reprezentacja Belgii na Mistrzostwach Świata w Narciarstwie Klasycznym 2007
Reprezentacja Belgii na Mistrzostwach Świata w Narciarstwie Klasycznym 2007 liczyła 1 sportowca. Najlepszym wynikiem było 53. miejsce Nathalie Santer w biegu kobiet na 10 km.

## Wyniki

### Biegi narciarskie kobiet
Bieg na 10 km
- Nathalie Santer – 53. miejsce